# Metanoato de etila
Metanoato de etila (formato de etila, formiato de etila, ou variações com etilo e etil) é um éster, usado como flavorizante com sabor de framboesa e cheiro de rum.. Astrônomos alemães encontraram este éster e cianeto de propila na região Sagitarius B2(N), da Via Láctea.